# Nathaniel Jarvis Wyeth
Nathaniel Jarvis Wyeth (Cambridge, 29 gennaio 1802 – Cambridge, 31 agosto 1856) è stato un inventore ed esploratore statunitense.
Svolse la sua attività di inventore a Boston, nel Massachusetts contribuendo grandemente all'industria del ghiaccio. Grazie alle sue invenzioni, Boston poté produrre e spedire ghiaccio in tutto il mondo.
Negli anni 1830, egli fu anche un esploratore che condusse le sue spedizioni nel Nordovest degli Stati Uniti e stabilì due basi commerciali, negli attuali, rispettivamente, Idaho e Oregon.
Negli anni 1830, s'interessò al Nordovest e pianificò una spedizione con Hall J. Kelley.
Nel 1832 egli procedette indipendentemente, viaggiando fino a Fort Vancouver. Due anni più tardi, nel 1834, egli condusse un'altra spedizione, fondando Fort Hall nell'attuale Idaho e Fort William, oggi Portland, nell'Oregon.
Non potendo aver successo commerciale contro la potente Compagnia della Baia di Hudson, vendette le sue due basi per il commercio delle pellicce a quest'ultima nel 1837. In quel tempo sia la Gran Bretagna che gli Stati Uniti avevano le loro compagnie per il commercio delle pellicce, coloni e altro nel Nordovest della costa del Pacifico. Quando furono stabiliti i confini settentrionali nel 1846, entrambi i forti furono considerati parte degli Stati Uniti e suoi territori. Tornato a Boston, Wyeth si dedicò agli affari e accumulò una considerabile fortuna.
La località di Fort Hall è stata classificata National Historic Landmark ed è stata considerata il più importante centro di commerci nella valle dello Snake River. Più di 270000 emigranti la raggiunsero viaggiando lungo l'Oregon Trail.

## Gli inizi
Wyeth nacque a Cambridge, nel Massachusetts, da Jacob Wyeth e da Elizabeth Jarvis Sposò Elizabeth Jarvis Stone il 29 gennaio 1824.
Egli iniziò la sua carriera lavorativa negli anni 1820 come caposquadra per un'azienda che raccoglieva ghiaccio dal lago Fresh Pond di Cambridge, e quindi aiutando il bostoniano "re del ghiaccio" Frederic Tudor a fondare il commercio del ghiaccio con i Caraibi, l'Europa e l'India. Egli inventò numerosi strumenti che rivoluzionarono la raccolta e vendita del ghiaccio, aumentando notevolmente la sua produzione. Inventò anche le case per il ghiaccio fuori-terra, con doppi muri per l'isolamento termico. Come afferma il Dictionary of American Biography:
(Dictionary of American Biography)

## Oregon Country
Quando Wyeth aveva 30 anni, Hall J. Kelley lo convinse che l'Oregon Country presentava eccellenti prospettive commerciali. Wyeth credette di poter arricchirsi nell'industria delle pellicce in Oregon, sviluppare fattorie per ottenere raccolti (specialmente tabacco) e iniziare un'attività di pesca del salmone e un'industria per trattarlo, per fare concorrenza all'industria rivale del merluzzo nella Nuova Inghilterra.
Quando i piani per una spedizione furono a lungo ritardati, Wyeth ne preparò una per conto proprio, come scrisse nel suo "giornale della spedizione": 
(dal "giornale della spedizione" di Hall J. Kelley)
Di là la strada della spedizione procedette lungo quella che più tardi fu nota come Oregon Trail lungo la valle del fiume Platte, attraverso le Black Hills, i Grand Tetons, a nord del Gran Lago Salato, quindi a Fort Nez Percés dove Pierre Pambrun gli diede un nuovo vestito e organizzò li trasporto lungo il fiume Columbia, giungendo infine a Fort Vancouver il 29 ottobre. Molti giorni dopo gli giunse la notizia che la nave noleggiata per trasportare i rifornimenti necessari al viaggio, la Sultana, era affondata. Per gli uomini che erano rimasti con lui le notizie furono demoralizzanti, come annotato in data 6 novembre sul giornale di viaggio di Wyeth:
()
Dopo aver passato i mesi invernali a Fort Vancouver, Wyeth partì via terra con Francis Ermatinger che era stato capo della Saleesh House. Dopo aver raggiunto la stazione commerciale nel febbraio 1833 Ermatinger disse di essere precedentemente andato a un Rendezvous con rifornimenti da vendere ai cacciatori di pellicce.
A Wyeth piacque l'idea mentre era a Fort Colvile inviò delle lettere al governatore della Compagnia della Baia di Hudson George Simpson con John McLoughlin, il manager del Distretto di Columbia, offrendo una proposta di affari. Wyeth offrì di acquistare rifornimenti a Fort Vancouver quindi venderli a prezzo di concorrenza ai mercanti americani di pellicce e rivendere le pellicce così ricevute in pagamento a Vancouver. Inoltre, egli affermò la sue intenzioni di evitare trappole lungo i posti HBC e limitare le trappole al sud della Columbia. Wyeth e i suoi uomini rimasti si spostarono con la squadra di Benjamin Bonneville al rendezvous del 1833, tenuto dalle parti dell'attuale Daniel, nel Wyoming, sull'Horse Creek. Prima di lasciare l'incontro, Wyeth negoziò con Milton Sublette e Thomas Fitzpatrick della Rocky Mountain Fur Company di fornire rifornimenti per un valore di $3000 per la Rocky Mountain Fur Company al successivo incontro. Egli raggiunse Liberty, nel Missouri a fine settembre e quindi andò a Boston. Sebbene la spedizione non fosse stata un successo commerciale, egli portò con sé una raccolta di piante fino ad allora sconosciute ai botanici.
Nel 1834 Wyeth equipaggiò una nuova spedizione, con piani per istituire luoghi di commercio di pellicce, un pescatoio di salmoni, una colonia e altri sviluppi. Nella compagnia vi erano due famosi naturalisti, il prof. Thomas Nuttall (1786–1859) della università di Harvard e John Kirk Townsend, più il missionario Jason Lee. Il partito di Wyeth diretto al rendezvous puntò al Hams Fork, vicino a quello che oggi è Granger (Wyoming), con 13000 libbre di beni e vi giunse il 19 giugno. William Sublette si era reso conto del contratto tra Wyeth e la Rocky Mountain Fur Company e costrinse la compagnia ad annullare il contratto. Continuando verso ovest con Thomas McKay, un fratellastro di McLoughlin, Wyeth fondò rapidamente Fort Hall (Luglio 1834) nel sudest dell'Idaho. I Metodisti erano guidati da McKay a Fort Nez Percés, ma mentre Wyeth vi giungeva, egli aveva lasciato indietro est, lasciando i missionari con Pambrun. Ignota a Wyeth allora era la costruzione di Fort Boise da parte di McKay per scalzare Fort Hall. Seguendo il Columbia la seconda stazione di commerci di Wyeth, Fort William fu eretto sull'isola Wapato, oggi Portland. Dopo aver visto i villaggi dei Multnomah, deserti a causa di recenti malattie epidemiche, Wyeth notò che: "La Provvidenza ha fatto spazio per me e provocando ai nativi più danni di quelli che avrei loro fatto io se avessi fatto spazio da me, cioè uccidendoli."
Wyeth riferisce nel suo diario che il 15 settembre 1834, egli 
incontrò il brigadiere May Dacre navigante sul fiume che lo prese a bordo e trovando tutto quello che lei aveva fatto bene a Valparaíso, colpita dal fulmine e molto danneggiata. Il Capitano Lambert stava bene e mi portò 20 nativi delle isole Sandwich, 2 Coopers 2 Smith e un Clerk.
Nonostante qualche successo nel mettere le trappole, Wyeth e i suoi compagni non potevano competere contro la britannica Compagnia della Baia di Hudson (HBC), le cui operazioni minavano le sue basi per il commercio.
Fort Vancouver rimase il luogo principale del commercio in Columbia, con Fort William generalmente ignorato. Fort Hall, mentre successivamente divenne un'importante fermata sull'Oregon Trail, non trasse molto profitto con Fort Boise scalzando le sue attività. Nel 1837, dopo aver venduto Fort William e Fort Hall alla HBC, Wyeth ritornò a Boston con un debito di $20000 dopo cinque anni di tentativi di stabilire un centro commerciale nel territorio dell'Oregon.
La seconda spedizione fu scientificamente utile. Nuttall raccolse e identificò 113 specie di piante del west, comprese le artemisie, Artemisia tridentata e "mule's ear" (orecchio di mulo), un genere di girasole, che egli chiamò Wyethia in onore di Wyeth.